# Maus-tratos
Maus-tratos é uma violência praticada por um agente contra um outro ser que esteja sob seus cuidados. Este tipo de agressão pode se consolidar de 2 formas, seja física ou psicológica.

## Aplicação jurídica no Brasil
É tipificada no Código Penal Brasileiro no capítulo da periclitação da vida e da saúde, no artigo 136:
| “ | Expor a perigo a vida ou a saúde de pessoa sob sua autoridade, guarda ou vigilância, para fim de educação, ensino, tratamento ou custódia, quer privando-a de alimentação ou cuidados indispensáveis, quer sujeitando-a a trabalho excessivo ou inadequado, quer abusando de meios de correção ou disciplina. | ” |

É punível com detenção de 2 meses a 1 ano, ou multa. Se, do fato, resulta lesão corporal de natureza grave, a pena é aumentada para reclusão de 1 a 4 anos; se resulta a morte, reclusão de 4 a 12 anos; aumenta-se a pena de um terço se o crime é praticado contra pessoa menor de 14 anos.